# Monasterio de Santa María (Ullá)
El monasterio de Santa María, la primitiva canónica se encontraba situada a las afueras de la población de Ullà, cercana al río Ter, en la comarca catalana del Bajo Ampurdán.

## Historia
El monasterio fue fundado en el año 1121 por la orden agustiniana, tuvo la iglesia algunos contratiempos, ya que primero fue asaltada por un grupo de piratas sarracenos llegados de Mallorca, más tarde sufrió unas riadas provocadas por el río Ter que sepultaron el edificio. En el año 1181 se construyó un nuevo templo que se convirtió en colegiata en el año 1592. Por el mal estado que se encontraba, la comunidad debió de trasladarse a la iglesia parroquial de Ullà, donde se mantuvo activa hasta la desamortización de Mendizábal en el año 1835.
Del interior del primitivo monasterio, se venera en la actual iglesia parroquial de Santa Maria de Ullà, la imagen de la Virgen de la Fossa, talla románica, policromada, del siglo XII.